# Pseudozarba mianoides
Pseudozarba mianoides är en fjärilsart som beskrevs av George Francis Hampson 1893. Pseudozarba mianoides ingår i släktet Pseudozarba och familjen nattflyn. Inga underarter finns listade.